# 抱きしめて (河村隆一の曲)
『抱きしめて』（だきしめて）は2010年1月20日に発売された河村隆一の16枚目のシングル。

## 概要
ジェムケリーCMソング・レコチョクCMソング。1万枚限定生産盤と通常盤にて発売。限定盤はDVDが付属しており、通常盤は1曲多く収録されジャケットが異なる。
河村は過去、「Я・K」名義で本楽曲と同名タイトルのチェキッ娘『抱きしめて』の作詞・作曲を手掛けているが、全くの同名異楽曲である。

## 収録曲
全曲作詞・作曲：河村隆一　編曲：葉山拓亮

### 1万枚限定生産盤
- CD

1. 抱きしめて
2. Fly away
3. 抱きしめて(for you)

- DVD

1. 抱きしめて

### 通常盤
- CD

1. 抱きしめて
2. Fly away
3. 最後の口づけ
4. 抱きしめて (for you)